# Чирчик-Бозсуйский каскад ГЭС
Чирчик-Бозсуйский каскад — система из 20 действующих, а также ряда строящихся и проектируемых гидроэлектростанций, расположенных на реке Чирчик, а также её составляющих Пскем и Чаткал в Узбекистане.

## Общие сведения
Чирчик-Бозсуйские ГЭС организационно разделяются на пять каскадов: Урта-Чирчикских ГЭС, Чирчикских ГЭС, Кадырьинских ГЭС, Ташкентских ГЭС, Нижне-Бозсуйских ГЭС. Суммарные установленная мощность всех ГЭС каскадов — более 1200 МВт, среднегодовая выработка — 4,67 млрд кВт·ч. Урта-Чирчикские ГЭС расположены на реке Чирчик, остальные ГЭС — на питаемых рекой Чирчик Деривационном канале и канале Бозсу (при этом участки, на которых стоят некоторые бозсуйские ГЭС, могут рассматриваться как самостоятельные каналы — см. ниже).
Верхней ступенью каскада является Чарвакская ГЭС, мощность которой составляет половину мощности всего каскада. Высотная насыпная плотина ГЭС создает крупное Чарвакское водохранилище, осуществляющее регулирование стока в интересах всего каскада. Ниже расположены Ходжикентская и Газалкентская ГЭС — станции плотинного типа с насыпными плотинами, в чьи функции, помимо выработки электроэнергии, входит выравнивание сбросов воды с мощной Чарвакской ГЭС. Ниже Газалкентской ГЭС на реке Чирчик расположен Газалкентский гидроузел с водозаборником, питающим деривационный канал Чирчикских ГЭС и, через него, — канал Бозсу с отводами. Большинство нижележащих ГЭС построены по деривационной схеме с деривационными каналами.
Помимо выработки электроэнергии, сооружения каскада имеет большое значение как источники воды для орошения и водоснабжения.
| Характеристики ГЭС Чирчик-Бозсуйского каскада,                                       |               |                                        |               |           |                           |                           |                          |                          |                             |
| Название ГЭС                                                                         | Мощность, МВт | Среднемноголетняя выработка, млн кВт·ч | Тип ГЭС       | Напор, м  | Количество гидроагрегатов | Тип гидротурбин           | Год начала строительства | Год пуска первой турбины | Год окончания строительства |
| Каскад Урта-Чирчикских ГЭС (река Чирчик)                                             |               |                                        |               |           |                           |                           |                          |                          |                             |
| Чарвакская (ГЭС-6) 41°37′35″ с. ш. 69°58′09″ в. д.                                   | 666           | 2000                                   | плотинная     | 148       | 4                         | радиально-осевые          | 1963                     | 1970                     | 1972                        |
| Ходжикентская (ГЭС-27)41°36′00″ с. ш. 69°51′52″ в. д.                                | 165           | 586                                    | плотинная     | 34        | 3                         | поворотно-лопастные       | 1971                     | 1975                     | 1977                        |
| Газалкентская (ГЭС-28)41°34′50″ с. ш. 69°48′04″ в. д.                                | 120           | 418                                    | плотинная     | 25        | 3                         | поворотно-лопастные       |                          | 1980                     | 1982 (?)                    |
| Каскад Чирчикских ГЭС (Деривационный канал Чирчикских ГЭС)                           |               |                                        |               |           |                           |                           |                          |                          |                             |
| Таваксайская (Тавакская, ГЭС-8) 41°33′ с. ш. 69°40′ в. д.                            | 72            | 350,8 (389)                            | деривационная | 30        | 4                         | радиально-осевые          | 1932                     | 1941                     | 1941                        |
| Чирчикская им. Ф. Г. Логинова (ГЭС-7, Комсомольская) 41°30′13″ с. ш. 69°36′39″ в. д. | 84            | 427,6 (394)                            | деривационная | 35,5      | 4                         | радиально-осевые          | 1932                     | 1940                     | 1956                        |
| Камолот 41°29′44″ с. ш. 69°36′44″ в. д.                                              | 8,5           | 41,9                                   | деривационная | 7,77      | 4                         | горизонтальные капсульные | 2018                     | 2022                     | 2022                        |
| Аккавак-1 (ГЭС-10, Ак-Кавакская ГЭС-1) 41°26′52″ с. ш. 69°33′26″ в. д.               | 39,7          | 213,8                                  | деривационная |           | 2                         |                           | 1941                     | 1943                     | 1957                        |
| Каскад Кадырьинских ГЭС (канал Бозсу)                                                |               |                                        |               |           |                           |                           |                          |                          |                             |
| Аккавак-2 (ГЭС-15, Ак-Кавакская ГЭС-2) 41°25′21″ с. ш. 69°31′28″ в. д.               | 9             | 66                                     | деривационная | 12        | 2                         | пропеллерные              | 1943                     | 1946                     | 1946                        |
| Кибрайская (ГЭС-11, Аккавак-3) 41°23′58″ с. ш. 69°27′32″ в. д.                       | 11,2          | 89                                     | деривационная | 18,2      | 1                         | поворотно-лопастная       | 1942                     | 1943                     | 1943                        |
| Кадырьинская (ГЭС-3, Кадыринская ГЭС) 41°23′22″ с. ш. 69°23′47″ в. д.                | 15,34         | 112 (122)                              | деривационная | 36,4      | 2                         |                           | 1930                     | 1933                     | 1936                        |
| Саларская (ГЭС-12) 41°22′38″ с. ш. 69°21′17″ в. д.                                   | 11,2          | 85                                     | деривационная | 18,2      | 1                         | поворотно-лопастная       | 1943                     | 1944                     | 1944                        |
| Каскад Ташкентских ГЭС (канал Бозсу)                                                 |               |                                        |               |           |                           |                           |                          |                          |                             |
| Бозсуйская (ГЭС-1) 41°20′47″ с. ш. 69°18′27″ в. д.                                   | 6             | 44,4                                   | деривационная | 10,68     | 2                         | поворотно-лопастная       | 1923                     | 1926                     | 1936                        |
| Шейхантаурская (ГЭС-21) (канал Анхор) 41°19′38″ с. ш. 69°16′13″ в. д.                | 3,6           | 23 (32)                                | плотинная     | 7,4; 8,45 | 3                         | пропеллерные              | 1951                     | 1954                     | 1955                        |
| Бурджарская (ГЭС-4) (канал Бурджар) 41°18′19″ с. ш. 69°15′13″ в. д.                  | 6,4           | 45 (40,5)                              | деривационная | 18,5      | 2                         | радиально-осевые          | 1933                     | 1936                     | 1937                        |
| Ак-Тепинская или Актепинская (ГЭС-9) (канал Актепа) 41°18′04″ с. ш. 69°11′54″ в. д.  | 16,6          | 80 (81,8)                              | деривационная | 36        | 1                         | радиально-осевая          | 1936                     | 1943                     | 1943                        |
| Каскад Нижне-Бозсуйских ГЭС (канал Нижнее Бозсу)                                     |               |                                        |               |           |                           |                           |                          |                          |                             |
| Нижне-Бозсуйская-1 (ГЭС-14) 41°14′18″ с. ш. 69°06′53″ в. д.                          | 15            | 41,4 (65)                              | смешанная     | 28        | 2                         | радиально-осевые          | 1943                     | 1944                     | 1944                        |
| Нижне-Бозсуйская-2 (ГЭС-18) 41°12′33″ с. ш. 69°05′49″ в. д.                          | 7             | 15,4 (13)                              | смешанная     | 9,75      | 3                         | пропеллерные              | ?                        | 1950                     | 1950                        |
| Нижне-Бозсуйская-3 (ГЭС-19) 41°09′14″ с. ш. 69°01′16″ в. д.                          | 11,2          | 40,8 (50)                              | смешанная     | 17,5      | 2                         | поворотно-лопастные       | 1945                     | 1950                     | 1955                        |
| Нижне-Бозсуйская-4 (ГЭС-23) 41°05′16″ с. ш. 68°53′34″ в. д.                          | 17,6          | 88 (99)                                | смешанная     | 35        | 2                         | радиально-осевые          | 1948                     | 1954                     | 1954                        |
| Нижне-Бозсуйская-6 (ГЭС-22) 40°57′27″ с. ш. 68°43′41″ в. д.                          | 4,4           | 21,8 (30)                              | плотинная     | 11        | 2                         | пропеллерные              | 1950                     | 1954                     | 1954                        |
| Строящиеся ГЭС                                                                       |               |                                        |               |           |                           |                           |                          |                          |                             |
| Пскемская                                                                            | 248           | 585                                    | плотинная     | 195       | 4                         | радиально-осевые          | 2017                     | 2027                     |                             |
| Нижнечаткальская                                                                     | 90            | 292                                    | плотинная     | 37        | 4                         | поворотно-лопастные       | 2019                     | 2025                     | 2025                        |
| Проектируемые ГЭС                                                                    |               |                                        |               |           |                           |                           |                          |                          |                             |
| Муллалакская                                                                         | 140           | 396                                    | плотинная     |           |                           |                           |                          | 2028                     |                             |
| Карангитугайская                                                                     | 320           | 842                                    | плотинная     |           |                           |                           |                          | 2028                     |                             |
| Ходжакентская ГАЭС                                                                   | 200           | 400                                    |               |           |                           |                           |                          | 2028                     |                             |
| Верхнепскемская                                                                      | 160           | 498                                    |               |           |                           |                           |                          | 2028                     |                             |
| Верхнепскемская ГАЭС                                                                 | 600           | 1050                                   |               |           |                           |                           |                          | 2028                     |                             |
| Ойгаингская ГЭС № 1                                                                  | 102           | 312,5                                  |               |           |                           |                           |                          | 2028                     |                             |
| Ойгаингская ГЭС № 2                                                                  | 48            | 171,4                                  |               |           |                           |                           |                          | 2028                     |                             |

### Ходжикентская ГЭС
Расположена на реке Чирчик. Пущена в 1976 году. В здании ГЭС размещены три поворотно-лопастных гидроагрегата мощностью по 55 МВт, работающих при расчетном напоре 34 м. Рабочие колёса гидроагрегатов имеют диаметр 5 м.

### Газалкентская ГЭС
Расположена на реке Чирчик. Пущена в 1981 году. В здании ГЭС размещены три гидроагрегата мощностью по 40 МВт, работающих при расчетном напоре 25 м. Рабочие колёса гидроагрегатов имеют диаметр 5 м.

### Таваксайская ГЭС
Ранее называлась Тавакская ГЭС. Состоит из бетонной водосливной плотины, водоприёмника, отстойника, деривационного канала длиной 9,6 км, напорного бассейна, водосброса, напорного трубопровода и здания ГЭС.

### Чирчикская им. Ф. Г. Логинова
Ранее называлась Комсомольская ГЭС. Первый агрегат пущен 30 сентября 1940 года. Входит в единый комплекс с Таваксайской ГЭС, забирая воду из её отводящего канала. Состоит из деривационного канала длиной 7,5 км, напорного бассейна, водосброса, напорного трубопровода и здания ГЭС.

### Бозсуйская ГЭС
Первая ГЭС Узбекистана, построена по плану ГОЭЛРО в 1923—1936 годах. В машинном зале ГЭС установлено четыре горизонтальных гидроагрегата мощностью по 1 МВт, с радиально-осевыми турбинами со сдвоенными рабочими колесами. Турбины агрегатов № 1 и 2 пущены в 1926 году, произведены фирмой «Фр. Неймайер». Турбины гидроагрегатов № 3 и 4 изготовлены ЛМЗ, пущены в 1934 и 1936 годах. К 1981 году реконструирована и автоматизирована. На станции имеется музей развития энергетики Узбекистана.

### Шейхантаурская ГЭС
Шейхантаурская ГЭС построена на канале Анхор в 1951—1954 гг. и с 1955 года входит в состав Чирчик-Бозсуйского каскада ГЭС. Мощность 1-го и 2-го гидроагрегатов (запуск в 1953 году) — по 1 МВт, мощность 3-го гидроагрегата (запуск в 1954 году) — 1,6 МВт.

### Бурджарская ГЭС
Станция построена по деривационной схеме на канале Бозсу (Бурджар). Строительство начато в 1933 году, первый агрегат введен в марте 1933 года, второй — в августе 1933 года. В здании ГЭС установлены два гидроагрегата мощностью по 3,2 МВт с радиально-осевыми турбинами, работающими на напоре 18,5 м. ГЭС автоматизирована.

### Ак-Тепинская ГЭС
Также называется Актепинская ГЭС, имени Ахунбабаева. Строительство начато методом народной стройки в 1936 году, пущена в 1943 году. В 1947-48 году автоматизирована, в 2020 году завершена модернизация станции с заменой обеих гидроагрегатов и увеличением мощности с 15 МВт до 16,6 МВт.

### Камолот ГЭС
Мощность ГЭС — 8,5 МВт, среднегодовая выработка — 41,87 млн кВт.ч. Находится в нижней части отводящего канала Чирчикской ГЭС, в районе водосбросного сооружения в р. Чирчик. Проект станции рассматривался с 2010 года, строительство станции начато в 2018 году, введена в эксплуатацию в 2022 году. Общая стоимость проекта оценивается в $22,6 млн.

## История
Строительство каскада началось в 1923 году, когда было начато сооружений по плану ГОЭЛРО первой ГЭС каскада — Бозсуйской. 28 апреля 1932 года Советом Труда и Обороны СССР было принято решение о начале строительства Чирчикского электрохимического комбината и двух Чирчикских ГЭС (Тавакской и Чирчикской им. Логинова), как источника энергоснабжения комбината. Стройка была объявлена комсомольской и велась с большим размахом. К 1935 году были закончены подготовительные работы, 7 ноября 1935 года была заложена плотина головного узла. В 1940 году первая очередь ГЭС была запущена, достройка станций осуществлялась уже в годы Великой Отечественной войны, в ходе которой ускоренными темпами были также построены Саларская, Ак-Тепинская, Аккавакские 1, 2 и 3, Нижне-Бозсуйские 1, 2 и 3 ГЭС. Строительство наиболее мощной ГЭС системы — Чарвакской было начато в 1963 году, закончено в 1972 году. Последними, в конце 1970-х — начале 1980-х годов были пущены Ходжикентская и Газалкентская ГЭС.

## Перспективы развития
Существуют проектные проработки по строительству каскадов ГЭС выше Чарвакской ГЭС, на двух составляющих Чирчика — Пскеме (включая одну из его составляющих, реку Ойгаинг) и Чаткале. Строительство Пскемской ГЭС мощностью 450 МВт планировалось начать в конце 1980-х годов, однако по экономическим причинам проект был заморожен. В дальнейшем, станция была перепроектирована на следующие параметры — мощность 400 МВт, среднегодовая выработка 946 млн кВт∙ч, стоимость $810 млн. Подготовительные работы по строительству станции были начаты в 2017 году, работы по основным сооружениям — в 2019 году, завершение строительства было намечено на 2027 год. По состоянию на начало 2024 года, мощность Пскемской ГЭС указывалась равной 248 МВт, среднегодовая выработка 585,3 млн кВт∙ч.
В 2019 году начато строительство Нижнечаткальской ГЭС (мощность 90 МВт, среднегодовая выработка 292 млн кВт.ч), завершить строительство планируется в 2025 году. Планируется начать строительство Муллалакской ГЭС мощностью 140 МВт, с завершением в 2028 году. Программой развития гидроэнергетики Узбекистана также запланировано строительство в 2024—2028 годах Верхнепскемской ГЭС (160 МВт), Верхнепскемской ГАЭС (600 МВт), Карангитугайской ГЭС (320 МВт), каскада ГЭС на р. Ойгаинг (130 МВт, по другим данным 150 МВт - Ойгаингская ГЭС № 1 мощностью 102 МВт и Ойгаингская ГЭС № 2 мощностью 48 МВт), Ходжикентской ГАЭС (200 МВт), Акбулакской ГЭС (50 МВт, по другим данным 42,2 МВт) на притоке Чаткала — реке Акбулак.
Запланирована модернизация действующих станций с заменой оборудования и увеличением мощности. В 2020 году завершены проекты модернизации Нижне-Бозсуйской ГЭС-1 (увеличение мощности до 15 МВт, стоимость $31,5 млн), Актепинской ГЭС (увеличение мощности до 16,6 МВт, стоимость $26,7 млн) и Кадырьинской ГЭС (увеличение мощности до 15,34 МВт, стоимость $27,6 млн). В 2020 году начата модернизация Бозсуйской ГЭС (увеличение мощности до 6 МВт, стоимость $28,5 млн) и Аккавакской ГЭС-1 (увеличение мощности до 39,7 МВт, стоимость $18,5 млн), эти проекты были завершены в 2023 году. Программой развития гидроэнергетики Узбекистана предусматривается поэтапная модернизация всех остальных станций каскада, при этом Нижне-Бозсуйские ГЭС-3, ГЭС-4 и ГЭС-6 планируется модернизировать в 2024—2027 годах, а остальные станции — в 2026—2028 годах.